# Natholdet
Natholdet var et dansk late night talkshow fra 2010, der primært blev sendt på TV 2. Frem til 2021 var værten på Natholdet den autodidakte journalist og tv-vært Anders Breinholt, og fra 2022 skuespilleren og musikeren Hadi Ka-Koush, samt en medvært, der skiftes fra gang til gang. Showets indhold er som regel sjove klip, men blandt de faste indslag kan nævnes Cup Swap, Ananas i egen juice, Nyt fra regionerne, Hvad laver manden?, Blink med... samt Kort Nyt. Natholdet sendte, ligesom Go' Morgen Danmark og Go' Aften Danmark, fra "røret" på Hovedbanegården i København i de første to sæsoner, men fra tredje sæson flyttede programmet ud til Nordisk Films studier i Valby, og senere hen til TV2 lorry, på Allegade 7, på Frederikberg
Progemmet sendte for sidste gang  i November 2022,
Programmet vandt i 2011 prisen for "Årets originale danske tv-program" ved Zulu Awards.
I 2017-2021 lavede Breinholdt sammen med Søren Rasted og Carsten Berthelsen Natholdets Julekalender, hvor de smagte én ny øl hver dag. Programmet blev dog optaget på én dag, således at de blevet mere berusede for hver dag i julekalenderen.

## Sending
Originalt sendes programmet live mandag–torsdag samt lørdag (fra sæson) cirka klokken 21:15 på TV2 Play. På TV 2 sendes programmet cirka klokken 23:05 samme aften. Fra sæson fire starter programmet dog allerede cirka klokken 22.35 på TV 2 om torsdagen, og fra sæson fem blev musik en del af programmet denne dag også. Fra sæson 18 sendes programmet kl. 22:25. 
Fra 2022 sendes programmet kun om mandagen, i en sæson, hvorefter Natholdet blev lukket ned.

## Medværter

### Top 10: Flest besøg (pr. 12/2-2021)
| #  | Navn                  | Besøg | Første gang        | Senest             |
| -- | --------------------- | ----- | ------------------ | ------------------ |
| 1  | Anders Lund Madsen    | 25    | 29. november 2010  | 4. november 2020   |
| 2  | Søren Rasted          | 23    | 16. marts 2011     | 28. september 2020 |
| 3  | Huxi Bach             | 20    | 28. februar 2011   | 14. september 2020 |
| 3  | Martin Brygmann       | 20    | 5. oktober 2010    | 28. november 2019  |
| 5  | Lars Hjortshøj        | 18    | 27. september 2011 | 1. oktober 2020    |
| 6  | Nicolaj Kopernikus    | 15    | 27. september 2010 | 9. november 2020   |
| 7  | Christian Fuhlendorff | 12    | 7. november 2011   | 31. marts 2020     |
| 7  | Jan Gintberg          | 12    | 14. februar 2012   | 5. juni 2019       |
| 9  | Janni Pedersen        | 11    | 28. oktober 2013   | 2. februar 2021    |
| 10 | Søren Malling         | 10    | 11. november 2010  | 3. april 2017      |
| 10 | Lars Ranthe           | 10    | 8. november 2010   | 9. februar 2021    |

## Indslag

### Cup Swap
Cup Swap var et mediestunt, Natholdet startede for at markedsføre programmet. Det var en slags planlagt bytteleg med krus/kopper, hvor Natholdets kop med logo dukkede op i forskellige medier. Mediet fik så tilsvarende eksponeret sin kop med logo i et afsnit af Natholdet. Den første seer, som opdagede Natholdets kop, vandt et eksemplar. Første gang, det fandt sted, var i en TV2 News-udsendelse og sidenhen bredte stuntet sig til konkurrerende tv-kanaler så som DR1, DK4 og TV3+, foruden aviser så som Århus Stiftstidende. og Politiken.. En enkelt kop nåede helt til Sydkorea i programmet DR2 Udland, blot for at blive skudt i stykker. Dette indslag var dog kun med i første sæson.

### The Loser Sign
6. april 2011 spurgte tre seere (Mathilde, Paja og Lise) af Natholdet efter Hej Matematiks mailadresser. De ville kontakte dem fordi de havde et tip til deres nye store hits. I programmet med Rasmus Bjerg, ringede Anders Breinholt til Søren Rasted og fortalte ham at tre af Natholdets seere havde tips til Hej Matematiks nye single, hvilket endte med at han accepterede at producere sangen. Den 27. april 2011, godt tre uger efter, var singlen "The Loser Sign" færdig og ligger nu på Natholdets YouTube-kanal. Dagen efter, den 28. april 2011, blev sangen gratis tilgængelig på sangens officielle hjemmeside. Sangen blev dog ikke officielt udgivet som en single.
Sangens musikvideo blev udgivet mandag den 2. maj 2011 på Natholdet officielle YouTube-side. Videoen består af en sammensætning af korte klip, Natholdets seere har sendt ind til programmets redaktion. I disse klip giver seerne deres bud på, hvorledes et såkaldt 'loser sign' ser ud.

### Færøerne special
15. april 2011 drager Anders Breinholt, sammen med sin færøske fotograf Simon, til Færøerne. Dette sker efter at det færøske nyhedsprogram "Dagur & Vika" (Dage og uger) lavede en Cup Swap med Natholdet i midten af sæson 2. Optagelserne fra Færøerne munder ud i en Natholdet Færøerne Special, der er planlagt til at blive sendt den 26. april 2011. Natholdets Færøerne speciel blev optaget i det færøske tv-program Bakarís studie den 16. april 2011.

### Indslag og quizzer
Andre indslag er blandt andet "Kort Nyt", "Nyt fra regionerne", "Blink Med...", "Hvad laver manden?", "Et sjovt navn", "Torsdagsquickie", "Toupé or not toupé", "Station 2½", "Vigtig viden eller ligegyldig info", "Ananas i egen juice", "For gammel til tøjet?", "Mangler der noget?", "For syg til jobbet", "Er det street?", "Nej Nej Nej", "Du ligner en anden", "Mandrillen i virkeligheden", "Tip fra en kendt" og "No shit, Sherlock", "Er det en app", "Lyn quiz", "Grænsepatruljen", "TV. Skolen", "Kliphjulet", Fnis i kasketten", "Som man siger", "Uaktuel sport", "Pinligt eller perfekt", "Stopquiz". I alle disse indslag indgår der klip fra andre tv-programmer.